# عبدالله قاجار
عبدالله قاجار (۱۲۶۶-۱۳۲۶ ه‍.ق) عکاس ایرانی و شاهزادهٔ قاجار بود.
پدر او جهانگیر میرزا نوه فتحعلی شاه قاجار بود. عبدالله قاجار ابتدا در دارالفنون فن عکاسی را آموخت و چون در این زمینه استعداد زیادی از خود نشان داد، برای تکمیل معلومات خود از طرف دربار به اروپا اعزام شد. او مدتی در پاریس و وین تحصیل کرد و پس از بازگشت به ایران، در حدود سال ۱۳۰۰ هـ ق به خدمت در دربار ناصرالدین شاه قاجار گماشته شد و لقب «عکاس مخصوص همایونی» گرفت. او در آخرین سال‌های سلطنت ناصرالدین شاه و سال‌های نخستین حکومت مظفرالدین شاه، ریاست چاپخانه دربار را بر عهده داشت و در دو سفر اروپایی مظفرالدین شاه در شمار همراهان شاه بود.
عبدالله قاجار در ماموریت‌های مختلف به مناطق مختلف ایران مانند خراسان، قم، ری، تبریز، کرمانشاه، شیراز و مازندران، عکس‌های ارزشمندی گرفته‌است. نورپردازی خوب و تعادل میان سوژه و زمینه عکس شاخصه آثار اوست.

## نمونه آثار

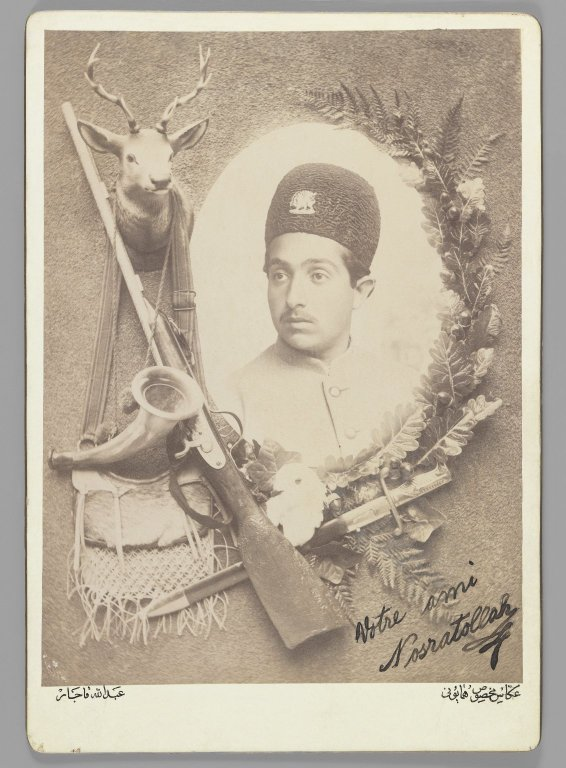
«شاهزاده نصرت‌الله میرزا» نمونه عکس و چاپ عبدالله قاجار، حدود ۱۲۷۸